# (12782) Mauersberger
(12782) Mauersberger est un astéroïde de la ceinture principale.

## Description
(12782) Mauersberger est un astéroïde de la ceinture principale. Il fut découvert le 5 mars 1995 à Tautenburg par Freimut Börngen. Il présente une orbite caractérisée par un demi-grand axe de 3,15 UA, une excentricité de 0,13 et une inclinaison de 6,6° par rapport à l'écliptique.

## Nom
Cet astéroïde est nommé en l'honneur des frères Rudolf et Erhard Mauersberger, musiciens, chefs de chœur, et compositeurs allemands.